# E803 (trasa europejska)
E803 – trasa europejska biegnąca przez Hiszpanię. Zaliczana do tras kategorii B droga łączy Salamankę z Sewillą. 

## Przebieg trasy
- Salamanka E80
- Mérida E90
- Sewilla E1 E5